# Geek Toys
Geek Toys Inc. (株式会社ギークトイズ, Kabushiki gaisha Gīku Toizu) est un studio d'animation japonaise situé dans le quartier de Kōenji dans Suginami à Tokyo, au Japon, créé en octobre 2017.

## Histoire
La société de production Geek Pictures (ja) fonde sa filiale de production d'animation Geek Toys en octobre 2017,. La première production du studio, RErideD: Derrida, who leaps through time (en), est diffusée en 2018.

## Productions

### Séries télévisées
| Année | Titre                                         | Dates de 1re diffusion | Dates de 1re diffusion | Nb. éps. | Notes                                                                           |
| Année | Titre                                         | Début                  | Fin                    | Nb. éps. | Notes                                                                           |
| ----- | --------------------------------------------- | ---------------------- | ---------------------- | -------- | ------------------------------------------------------------------------------- |
| 2018  | RErideD: Derrida, who leaps through time (en) | 4 octobre 2018         | 20 décembre 2018       | 12       | Projet original.                                                                |
| 2019  | Hensuki                                       | 8 juillet 2019         | 23 septembre 2019      | 12       | Basée sur la série de light novel écrite par Tomo Hanama et illustrée par sune. |
| 2020  | Plunderer                                     | 9 janvier 2020         | 25 juin 2020           | 24       | Basée sur la série de manga de Suu Minazuki.                                    |
| 2022  | Date A Live IV                                | 8 avril 2022           | 24 juin 2022           | 12       | Quatrième saison de la série Date A Live.                                       |
| 2023  | Dead Mount Death Play                         | 11 avril 2023          | 30 juin 2023           | 12       | ...                                                                             |
| 2023  | Liar, Liar                                    | 8 juillet 2023         | 16 septembre 2023      | 12       | Basé sur la série de light novel écrite par Haruki Kuō et illustrée par konomi  |
| 2024  | Date A Live V                                 | 10 avril 2024          | 26 juin 2024           | 12       | Cinquième et dernière saison de la série Date A Live.                           |

### Films d'animation
| Année | Titre                             | Date de sortie   | Notes |
| ----- | --------------------------------- | ---------------- | --- |
| 2020  | Date A Bullet: Dead or Bullet     | 14 août 2020     | Production basée sur la série de light novel Date A Live Fragment: Date A Bullet dérivée de Date A Live. |
| 2020  | Date A Bullet: Nightmare or Queen | 13 novembre 2020 | Suite de Date A Bullet: Dead or Bullet.                                                                  |